# American Media
American Media, Inc. (AMI) ist ein US-amerikanisches Medienunternehmen mit Sitz in New York City; es ist u. a. Herausgeber der Boulevardzeitschrift National Enquirer.

## Geschichte
American Media ist im Verlagswesen tätig und gibt zahlreiche Zeitschriften heraus, insbesondere in den Bereichen Boulevard, Sport, Bodybuilding und Fitness. American Media hat ein Tochterunternehmen namens Distribution Services.
Eigentümer von American Media sind seit 2014 die Hedgefonds Chatham Asset Management und Omega Charitable Partnership.
David J. Pecker ist ein langjähriger Freund und der ehemalige Anwalt Donald Trumps.
Im Juni 2018 verkaufte die Bauer Media Group die amerikanischen Ausgaben ihrer Celebrity-Zeitschriften (unter anderem inTouch, Life & Style, Closer) an AMI.
Im Dezember 2018 erzielte AMI eine Absprache, mit der die Staatsanwaltschaft des SDNY die Ermittlungen einstellte gegen das Eingeständnis, dass AMI Karen McDougal hauptsächlich bezahlt hatte, um ihr Schweigen zu erkaufen und das Ergebnis der Präsidentschaftswahl zu beeinflussen.
2020 wurde das Unternehmen in die in Smyrna, Georgia ansässige Firma Accelerate360 integriert und in A360 Media umbenannt. Der Firmensitz ist weiterhin New York.

## Zeitschriften des Verlags
- The National Enquirer
- Star
- Globe
- Sun
- Country Weekly
- ¡Mira! (spanisches Magazin)
- Muscle & Fitness
- Muscle & Fitness Hers
- Natural Health
- Mr. Olympia
- Shape
- Men’s Fitness
- Flex
- Looking Good
- Fit Pregnancy
- Radar Online (2008 eingestellt)